# Adirondacké pohoří
Adirondacké pohoří (anglicky Adirondack Mountains) je pohoří ve Spojených státech amerických, v severovýchodní části státu New York. Nejvyšší hora Mount Marcy má nadmořskou výšku 1 629 m. Hory jsou častým cílem turistů, které přitahuje jedinečná krajina, snadná dostupnost a přes 200 jezer a sto vodních toků. Pramení zde také řeka Hudson.
Pohoří je bohaté na nerosty. Hojně se zde vyskytují rudy železa, titanu, vanadu a také mastku.